# Fairey Fulmar
Le Fairey Fulmar est un chasseur embarqué britannique utilisé durant la Seconde Guerre mondiale par la Fleet Air Arm (FAA). Au total, 602 exemplaires furent construits par la Fairey Aviation Company dans son usine de Stockport entre janvier 1940 et décembre 1942. Monoplan à aile basse, son design est fondé sur le bombardier léger Fairey P.4/34 (en) qui devait remplacer le Fairey Battle. Bien que peu rapide et maniable, il se révéla tout de même très fiable et robuste avec une grande autonomie et un armement efficace de huit mitrailleuses. Son nom tient son origine d'un oiseau de haute mer : la Pétrel Fulmar Boréal.

## Design et développement
Le Fairey P.4/34 (en) fut élaboré pour répondre à la Spécification p. 4/34 de l'Air Ministry décrivant un appel d'offres pour un bombardier léger ayant des dispositions pour le bombardement en piqué. Les principaux concurrents du Fairey p. 4/34 pour ce projet furent le Hawker Henley (en) et un projet de Gloster jamais finalisé. Finalement, les performances du Fairey se révélèrent décevantes et il perdit face au Henley (qui termina en tant que remorqueur de cible).
Le Fulmar est en fait une version navalisée du p. 4/34 qui fut soumis au Air Ministry pour répondre à la spécification O.8/38 décrivant un chasseur de défense biplace embarqué. Il fut pensé à la base que ce chasseur ne devait pas rencontrer d'opposition aérienne et donc les hautes performances et la manœuvrabilité furent sacrifiées au profit d'une autonomie élevée (5 h de vol) et d'un armement puissant. La notion d'un chasseur biplace était motivée par la présence essentielle d'un navigateur-radio pour les longs vols au-dessus de l'océan. Cette configuration se révéla être finalement une erreur d'appréciation, car déjà à partir de 1938, les porte-avions britanniques furent équipés avec succès d'un équipement radio ultra-moderne (appelé Homing beacon (en)) permettant aux avions de retrouver leur porte-avions même à grande distance et dont le récepteur pouvait être manœuvré par le pilote seul.
Le Fulmar était équipé de réservoirs auto-obturant, mais n'offrait que peu de protection pour l'équipage, mise à part une verrière pare-balles pour le pilote, aucune plaque de blindage n'étant installée et la mitrailleuse de défense n'étant pas un équipement de série.
Bien que ressemblant à son grand frère, le Fairey Battle, le prototype du Fulmar a été amélioré aérodynamiquement et équipé d'ailes rabattables 41 cm plus courtes que son sosie bombardier. Le prototype du p. 4/34 (no  de série K5099) effectua son vol inaugural le 13 janvier 1937, à l'aérodrome de Great West près de Londres (maintenant appelé Aéroport d'Heathrow) avec aux commandes le pilote d'essai de la Fairey Company : Chris Staniland,. Après ces premiers tests en vol, la queue de l'appareil fut modifiée pour être agrandie de 20 cm.
Le premier prototype de Fulmar était en fait une maquette volante motorisée avec un Rolls Royce Merlin III de 1 080 ch. Avec ce moteur, les performances du prototype furent assez limitées avec une vitesse de pointe de 370 km/h. En l'équipant d'un moteur Merlin VIII - une variante spécialement conçue pour le Fulmar possédant une suralimentation optimisée pour les vols à basses altitudes- et en améliorant quelques problèmes aérodynamiques, la vitesse de pointe passa 410 km/h, ce qui fut jugé convenable (surtout en raison d'un besoin vital de chasseurs de dernière génération pour remplacer les vieux biplans et pour pallier un éventuel retard du Blackburn B-24 Skua…).
Étant jugé comme une amélioration d'un modèle existant, le Fulmar fut rapidement mis en production de série, pour répondre à une commande initiale de 127 appareils qui arriva dans la deuxième partie de l'année 1938. Le premier exemplaire quitta l'usine de Fairey de la base RAF de Ringway le 4 janvier 1940 et le dernier des 600 Fulmar construits partis de Ringway, le 11 décembre 1942.

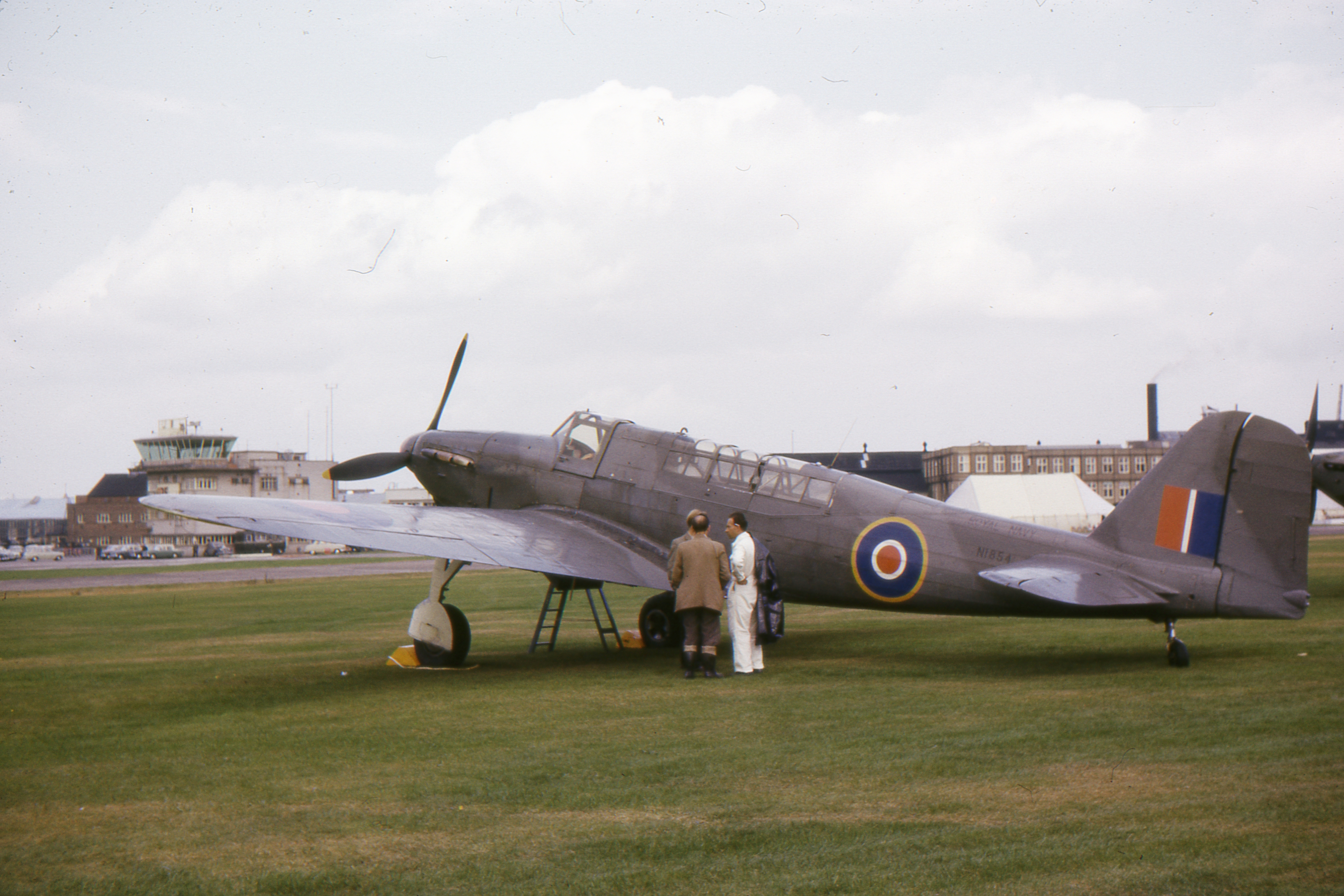
Le Fulmar N1854, Premier exemplaire de production à Farnborough pour le SBAC show (8 septembre 1962)

Le Fulmar Mk I immatriculé N1854, qui était le premier exemplaire de série qui s'envola le 4 janvier 1940, fut plus tard modifié aux standards de la version MK II et immatriculé pour une utilisation civile sous le numéro, G-AIBE. En juin 1959, il reçut de nouveau sa livrée militaire et vola pour le SBAC show de Farnborough, le 8 septembre 1962. Son dernier vol eut lieu trois mois plus tard, le 18 décembre 1962, avant qu'il ne soit définitivement exposé au Fleet Air Arm muséum de Yeovilton.
Durant la phase de tests, des Fulmar furent lancés à partir de catapultes installées sur des cargos (CAM Ship) afin d'assurer la défense des convois en pleine mer, pour pallier le manque de porte-avions d'escorte.

## Service opérationnel

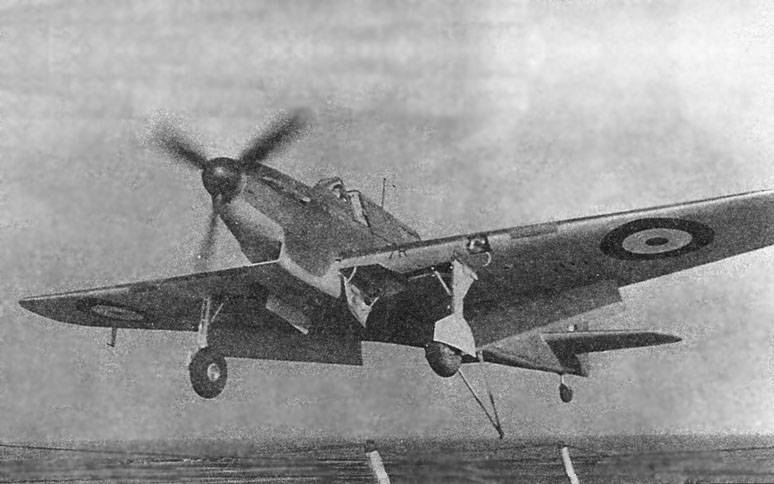
Fulmar Mk I atterrissant sur un porte-avion, Méditerranée 1941.

La première escadrille à être équipée de Fulmar fut le No. 806 Squadron FAA en juillet 1940 et commença à opérer à partir du HMS Illustrious peu de temps après.
Le Fulmar ne correspondait pas au style des chasseurs terrestres, la Royal Navy ayant spécifié qu'elle voulait un chasseur biplace pour intégrer un navigateur. De ce fait, le Fulmar était beaucoup trop grand et trop lourd par rapport à ses adversaires monoplaces rencontrés durant la Campagne de Méditerranée.
Pourtant, sa grande autonomie fut bien utile en certaines occasions telles que la « chasse » menée en 1941 au Bismarck, où les Fulmar furent utilisés comme éclaireurs pour traquer la fuite du cuirassé allemand et donner des renseignements cruciaux aux Fairey Swordfish du HMS Ark Royal pour le torpillage final.
Le Fulmar passa son baptême du feu à Malte en septembre 1940, où lors de patrouilles de protection de convoi, il réussit à s'adjuger des victoires sur des adversaires italiens et allemands moins performants. Durant cet automne, les Fulmar s'octroyèrent dix bombardiers italiens et six chasseurs ennemis, et assurèrent la couverture des Fairey Swordfish au-dessus de Tarente (Italie) pendant l'Opération Judgement. Pendant la campagne de Syrie, les Fulmar eurent affaire aux Dewoitine D.520 de l'armée de l'air de Vichy, et subirent de lourdes pertes. En 1942, le Fulmar fut remplacé petit à petit par des chasseurs monoplaces adaptés à partir des chasseurs terrestres existants tels que le Supermarine Seafire britannique ou le Grumman Martlet américain, mais aussi par des Fairey Firefly.
Il servit aussi de nuit pour la protection des convois maritimes, pour des intrusions d'espaces aériens mais aussi comme avion d'entrainement pour les futurs équipages du Fairey Barracuda. En outre, le Fulmar se révélait agréable à piloter, son train d'atterrissage à voie large (repliable vers l'intérieur) rendant son comportement stable sur un pont d'envol, et avait une grande autonomie. Du fait de sa grande capacité d'emport de carburant, les Fulmar retirés de leur rôle de chasseur furent brillamment utilisés comme avion de reconnaissance à grand rayon d'action.
Un bon nombre des As de la Fleet Air Arm (FAA) ont alimenté une partie de leur tableau de chasse sur un Fulmar. C'est le cas par exemple, du sous-lieutenant S.G. Orr, qui finira la guerre avec un tableau de 12 victoires confirmées, établissant ainsi le troisième plus haut score de la FAA.
Le Fulmar opéra aussi à partir de CAM ship (CAM pour Catapult Aircraft Merchantman), qui étaient des navires cargos modifiés pour pouvoir lancer des avions de défense à partir de catapulte.
À une époque, au moins 20 escadrilles de la FAA furent dotées de Fulmar, opérant à partir de huit porte-avions et cinq porte-avions d'escorte différents. Le Squadron No. 273 de la Royal Air Force (RAF) l'utilisa même pendant un certain temps (même si le personnel était principalement de la FAA). Les Fulmar détruisirent près de 112 appareils ennemis, ce qui en fit le modèle d'appareil le plus titré (en termes de victoires) de la Fleet Air Arm durant la Seconde Guerre mondiale.

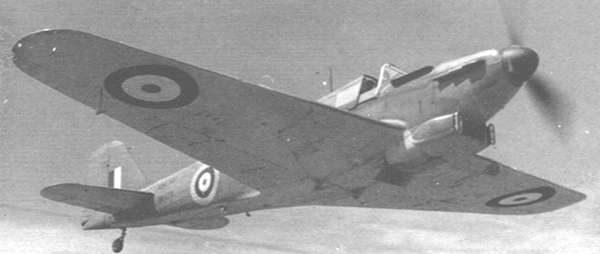
Un Fulmar Mk II, identifiable par les deux petites entrées d'air additionnelles sous le nez.

Le Fulmar finit sa carrière le 8 février 1945 quand un chasseur de nuit Fulmar Mk II du 813 squadron percuta à l'atterrissage la barrière de sécurité du HMS Campania. Cet accident lui valut sa radiation du service opérationnel. Approximativement 100 Fulmar furent convertis en chasseurs de nuit, mais avec un succès opérationnel limité.
La France de Vichy captura quelques exemplaires du Fulmar Mk II durant la guerre. Ceux-ci furent utilisés à des fins de propagande et d'évaluation, pour être plus tard repris par les Allemands.

## Survivant

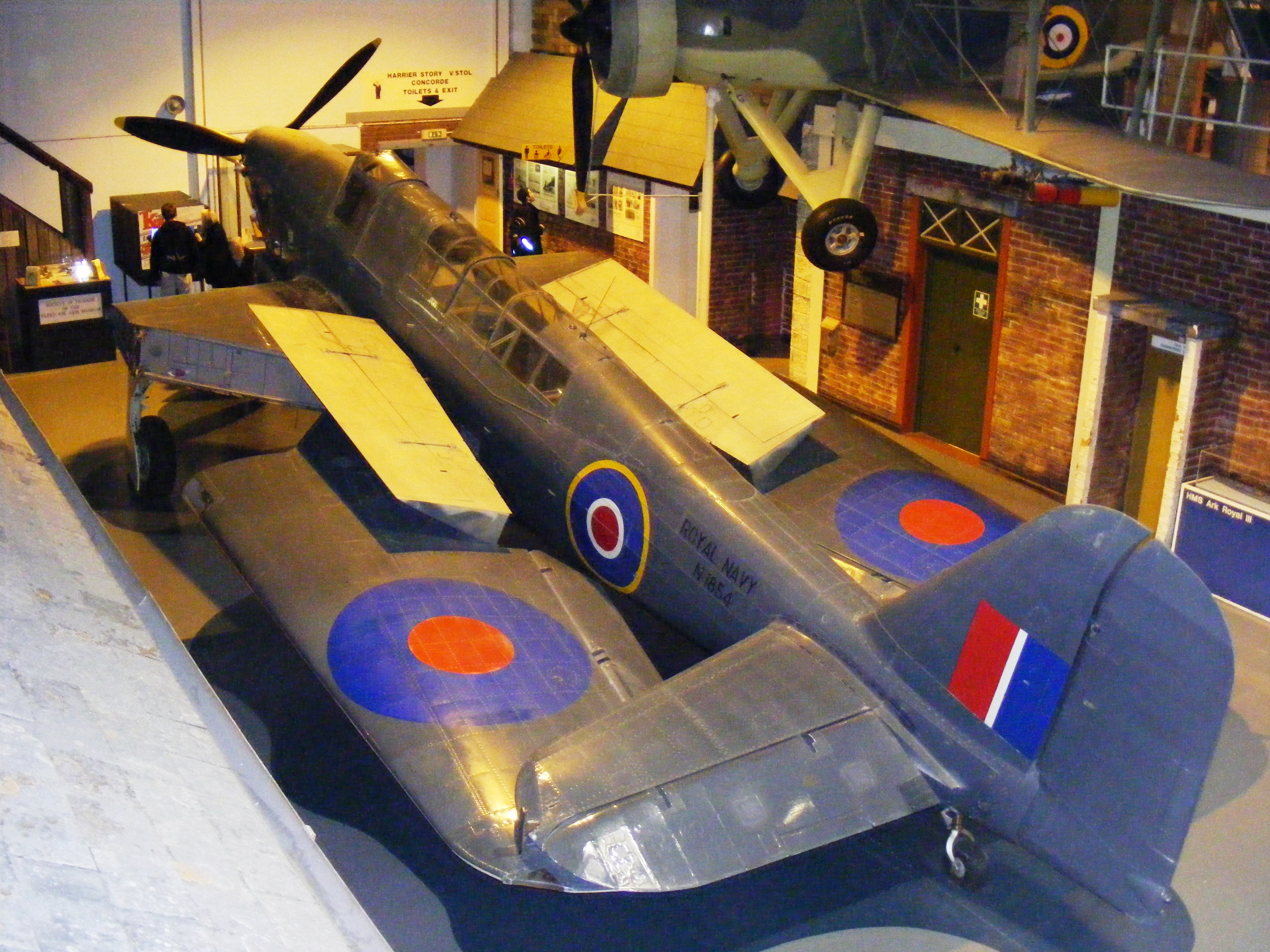
Le Fairey Fulmar Mk I N1854 au Fleet Air Arm Museum

Le seul survivant connu est le N1854, qui était le premier exemplaire du Fulmar version Mk I. Il est actuellement exposé au Fleet Air Arm Museum (en) de Yeovilton (Comté de Somerset, GB) .

## Variantes
Mk I
Premier modèle de production utilisant un moteur Rolls-Royce Merlin VIII de 1 035 ch. 250 exemplaires construits.
Mk II
Version améliorée avec un moteur Merlin XXX de 1 300 ch, une nouvelle hélice et un équipement « tropicalisé », beaucoup de ces modèles seront utilisés comme chasseur de nuit. Un exemplaire converti à partir d'un Mk I et 350 exemplaires de production construits.

## Pays opérateurs
Royaume-Uni
- Royal Air Force
  - No. 273 Squadron RAF (en)
- Fleet Air Arm
  - 748 Naval Air Squadron (en) (Naval Fighter Pool)
  - 759 Naval Air Squadron (en) (RNAS Fighter School)
  - 761 Naval Air Squadron (en) (RNAS Fighter School)

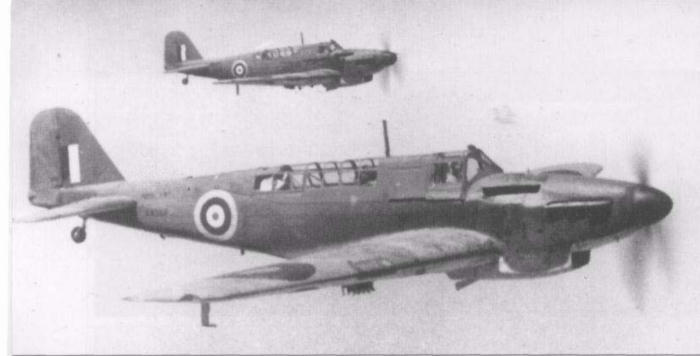
Fairey Fulmar Mk I en formation au-dessus de la Méditerranée (1941)

  - 772 Naval Air Squadron (en) (Fleet Requirements Unit)
  - 775 Naval Air Squadron (en) (Fleet Requirements Unit)
  - 777 Naval Air Squadron (en) (Fleet Requirements Unit)
  - 778 Naval Air Squadron (en)
  - 784 Naval Air Squadron (en) (Night Fighter Training Unit)
  - 787 Naval Air Squadron (en) (Fighter Development Unit)
  - 795 Naval Air Squadron (en) (East African Fighter Pool)

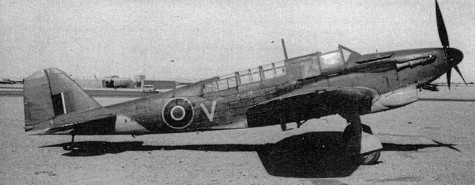
Fairey Fulmar Mk II (1941)

  - 800 Naval Air Squadron (en)
  - 803 Naval Air Squadron (en)
  - 804 Naval Air Squadron (en)

- - 805 Naval Air Squadron (en)
  - 806 Naval Air Squadron (en)
  - 807 Naval Air Squadron (en)
  - 808 Naval Air Squadron (en)
  - 809 Naval Air Squadron (en)
  - 813 Naval Air Squadron (en) (Night Sqn.)
  - 884 Naval Air Squadron (en)
  - 886 Naval Air Squadron (en)
  - 887 Naval Air Squadron (en)
  - 889 Naval Air Squadron (en)